# هکتولیتر
هکتولیتر:
اگر محفظه ای از جنس استیل را در نظر بگیرید که با دانه‌های یک غله پرشده باشد و غله موجود در این محفظه را وزن کردنیم این وزن برابر با وزن یک لیتر از آن غله است.
حال اگر وزن را در صد ضرب کنیم هکتولیتر آن غله حاصل می‌شود.
هرچه هکتولیتر غله ای بیشتر باشد آن غله بهتر است